# 臨床工学技士国家試験
臨床工学技士国家試験（りんしょうこうがくぎしこっかしけん）とは、国家資格である、臨床工学技士の免許を取得するための国家試験である。
臨床工学技士法第11条に基づいて行われる。厚生労働省医政局監修。試験の実施に関する事務は、財団法人医療機器センターが行う。

## 受験資格
- （1）学校教育法（昭和22年法律第26号）第90条第1項の規定により大学に入学することができる者（法第14条第1号の規定により文部科学大臣の指定した学校が大学である場合において、当該大学が学校教育法第90条第2項の規定により当該大学に入学させた者又は法附則第3条の規定により、学校教育法第90条第1項の規定により大学に入学することができる者とみなされる者を含む。以下同じ。）であって、法第14条第1号の規定により文部科学大臣が指定した学校又は都道府県知事が指定した臨床工学技士養成所において、3年以上、臨床工学技士として必要な知識及び技能を修得した者（その年の指定する日までに修業し、又は卒業する見込みの者を含む。）。

- （2）学校教育法に基づく大学若しくは高等専門学校、旧大学令（大正7年勅令第388号）に基づく大学又は臨床工学技士法施行規則（昭和63年厚生省令第19号。以下「規則」という。）第13条に規定する学校、文教研修施設若しくは養成所において2年（高等専門学校にあっては、5年）以上修業し、かつ、厚生労働大臣の指定する科目を修めた者であって、法第14条第2号の規定により文部科学大臣が指定した学校又は都道府県知事が指定した臨床工学技士養成所において、1年以上、臨床工学技士として必要な知識及び技能を修得した者（その年の指定する日までに修業し、又は卒業する見込みの者を含む。）。

なお、厚生労働大臣の指定する科目は、次のとおりである。（昭和63年3月厚生省告示第97号）

ア人文科学のうち2科目

イ社会科学のうち2科目

ウ自然科学のうち2科目

エ外国語

オ保健体育

カ公衆衛生学、解剖学、生理学、病理学、生化学、免疫学、看護学概論、保健技術学、応用数学、医用工学概論、システム工学、情報処理工学、電気工学、電子工学、物性工学、機械工学、材料工学、計測工学、放射線工学概論、臨床医学概論及び内科診断学のうち8科目
- （3）学校教育法に基づく大学若しくは高等専門学校、旧大学令に基づく大学又は規則第14条に規定する学校、文教研修施設若しくは養成所において1年（高等専門学校にあっては、4年）以上修業し、かつ、厚生労働大臣の指定する科目を修めた者であって、法第14条第3号の規定により文部科学大臣が指定した学校又は都道府県知事が指定した臨床工学技士養成所において、2年以上、臨床工学技士として必要な知識及び技能を修得したもの（その年の指定する日までに修業し、又は卒業する見込みの者を含む。）。

なお、厚生労働大臣の指定する科目は、次のとおりである。（昭和63年3月厚生省告示第98号）

ア人文科学のうち2科目

イ社会科学のうち2科目

ウ自然科学のうち2科目

エ外国語

オ保健体育

カ公衆衛生学、解剖学、生理学、病理学、生化学、免疫学、看護学概論、保健技術学、応用数学、医用工学概論、システム工学、情報処理工学、電気工学、電子工学、物性工学、機械工学、材料工学、計測工学、放射線工学概論、臨床医学概論及び内科診断学のうち4科目 
- （4）学校教育法に基づく大学（短期大学を除く。）又は旧大学令に基づく大学において厚生労働大臣が指定する科目を修めて卒業した者（その年の指定する日までに卒業する見込みの者を含む。）。

なお、厚生労働大臣の指定する科目は、次のとおりである。（昭和63年3月厚生省告示第99号）
公衆衛生学、医学概論、解剖学、生理学、病理学、生化学、薬理学、免疫学、看護学概論、応用数学、医用工学、電気工学、電子工学、物性工学、機械工学、材料工学、計測工学、医用機器学概論、生体機能代行装置学、医用治療機器学、生体計測装置学、医用機器安全管理学、臨床医学総論、関係法規及び臨床実習 
- （5）外国の生命維持管理装置の操作及び保守点検に関する学校若しくは養成所を卒業し、又は外国で臨床工学技士の免許に相当する免許を受けた者であって、厚生労働大臣が（1）、（2）、（3）又は（4）に掲げる者と同等以上の知識及び技能を有すると認定した者。

- （6）臨床工学技士として必要な知識及び技能を修得させる学校又は養成所であって、法附則第2条の規定により文部大臣又は厚生大臣が指定したものにおいて、法施行の際（昭和63年4月1日）現に臨床工学技士として必要な知識及び技能の修得を終えている者又は法施行の際現に臨床工学技士として必要な知識及び技能を修得中の者であって、法施行後にその修得を終えた者。

## 試験日・合格発表日
- 試験日
  - 例年3月上旬の日曜

- 合格発表日
  - 例年3月下旬

## 試験地
北海道、東京都、大阪府及び福岡県

## 試験科目
1. 医学概論（公衆衛生学、人の構造及び機能、病理学概論及び関係法規を含む。）
2. 臨床医学総論（臨床生理学、臨床生化学、臨床免疫学及び臨床薬理学を含む。）
3. 医用電気電子工学（情報処理工学を含む。）
4. 医用機械工学
5. 生体物性材料工学
6. 生体機能代行装置学
7. 医用治療機器学
8. 生体計測装置学
9. 医用機器安全管理学

実際の試験は1日間にわたって行われ、午前に医学概論、臨床医学総論、医用電気電子工学、医用機械工学、午後に生体物性材料工学、生体機能代行装置学、医用治療機器学、生体計測装置学、医用機器安全管理学の順に行われる。
合格基準については合格発表後に掲示される。 ただし、全部合わせて6割とらないとその時点で不合格となる。